# Vermentino
Il Vermentino è un vitigno a bacca bianca (solo in alcuni casi rossa), semi-aromatico, anche noto come Pigato bianco in Liguria e Favorita in Piemonte e Corsica.

## Storia
Le sue origini non sono chiare: per alcuni è originario del nordest della Spagna in Aragona ma la varietà non sembra essere più coltivata in quella che dovrebbe essere la sua terra nativa; per altri sempre in Spagna era noto come Listan d'Andalusia.
Secondo altri ancora sarebbe nativo del Portogallo (dove è conosciuto con il nome di "codega") o dell'isola di Madera, considerate le numerose affinità (ricchezza del colore e di estratto) con la locale malvasia.
Dalla penisola iberica si sarebbe poi diffuso prima in Francia - Grosse Clarette, Malvois d'Espagne, Piccabon, Languedoc-Roussillon - poi in Liguria e nella zona delle Alpi Apuane (Gallesio lo reperì fino in Versilia). In quelle zone prese il nome di Malvasia Grossa, Carbesso o Corbesso o Carbess (il pigato è considerato da alcuni come una varietà di Vermentino), Pizzamosca, e Vemettino, nome quest'ultimo con cui giunse in Corsica e quindi, nella seconda metà dell'Ottocento, in Gallura (Sardegna) dove acquisisce la denominazione Vermentino e, in minor misura, anche in alcune zone della Toscana.
Il vitigno viene utilizzato per la produzione di numerosi vini.
In Sardegna tra i più conosciuti ed apprezzati vini a base di Vermentino ci sono quelli attinenti al disciplinare Vermentino di Gallura DOCG, vini a Denominazione di Origine Controllata e Garantita, caratterizzati da una notevole struttura e alcolicità. Tra i vini a Denominazione di Origine Controllata a base di Vermentino si possono citare: l'Alghero Vermentino frizzante e il Vermentino di Sardegna, contraddistinto da caratteristiche più diversificate, dal vino più strutturato a quello più fresco e usato come aperitivo.
Meno strutturati ma dotati di maggiore eleganza sono i vini a Denominazione di Origine Controllata liguri a base di Vermentino, quali il Riviera Ligure di Ponente, il Val Polcevera, il Golfo del Tigullio e il Colli di Luni.

In Toscana i più conosciuti vini DOC a base di Vermentino sono: il Candia dei Colli Apuani, il Montecarlo bianco ed il Bolgheri bianco.
Negli ultimi anni gli enologi hanno lavorato per creare varietà di Vermentino vinificato in purezza, per farlo risultare più fruttato e gradevole. Un espediente per accentuare queste caratteristiche è anticiparne la vendemmia, in modo che il mosto abbia maggior ricchezza di acidità.
I vini a base di Vermentino sono generalmente dei bianchi secchi ma delicatamente morbidi, di colore giallo paglierino, con profumi intensi di fiori di campo ed erbacei e una nota di pesca gialla.

Possono essere abbinati con antipasti di mare, piatti di pesce (come il classico abbinamento tra aragosta e vermentino sardo) e polpo ma anche con i tipici pansoti liguri con salsa di noci e gli altri piatti della cucina ligure.
In Liguria questo vitigno è maggiormente sviluppato nella Riviera di Levante. La provincia della Spezia rappresenta la maggior produzione della Regione, anche a ponente ha conosciuto la sua diffusione, che in questo territorio condivide con il Pigato. 
In Piemonte, nelle zone viticole di Langa (Valle Belbo) è coltivato e conosciuto come Furmentin, mentre nel Roero, dove cresce in maniera ottimale nelle colline sabbiose ed asciutte che ne frenano la forte vigoria vegetativa ottimizzandone la maturazione in grappoli dorati, prende il nome di Favorita.